# Священна римська кільцева
Священна римська кільцева (італ. Sacro GRA) — документальний фільм Джанфранко Розі. Кінокартина відзначена «Золотим левом» — вищою нагородою 70-го Венеційського кінофестивалю.

## Сюжет
Документальний фільм, що розповідає про життя городян, що живуть уздовж Римської кільцевої автостради, що оминає столицю Італії. Режисер розповідає про найрізноманітніші персонажі та їх долі, що протікають далеко від парадного Риму та його пам'яток. Фільм показує інший Рим, інший світ, інших людей.